# Zenerkort

Zenerkort

Zenerkort används vid experimentella försök att påvisa extrasensorisk perception (ESP), oftast klärvoajans. Perceptionspsykologen Karl Zener formgav korten under tidigt 1930-tal vid experiment genomförda med sin kollega, parapsykologen Joseph Banks Rhine.